# Ula (Ula) succincta
Ula (Ula) succincta is een tweevleugelige uit de familie Pediciidae. De soort komt voor in het Palearctisch gebied.